# Ocrad
GNU Ocrad es un programa de OCR (Reconocimiento Óptico de Caracteres) basado en un método de extracción de características. Ocrad lee una imagen en formato bmp (mapa de bits), pgm (escala de grises) o ppm (color), y produce texto en formato byte (8-bit) o UTF-8. 
También incluye un analizador de composición (layout) capaz de separar las columnas o bloques de texto que forman normalmente las páginas impresas.

## Versiones
Ocrad ha sido desarrollado por Antonio Díaz Díaz desde el 2003. La Versión 0.7 fue lanzada en febrero de 2004 2004, la 0.14 en febrero del 2006 y la 0.18 en mayo de 2009.

## Características
Ocrad puede ser usado como aplicación autónoma en modo texto, o como complemento (backend) de otros programas.
Es el programa usado en el reconocimiento de caracteres en KDE4, desde que Kooka se dejó de desarrollar. También se puede usar como motor OCR en OCRFeeder.